# Processo transexualizador
Processo transexualizador é um conjunto de procedimentos e assistências prestadas à comunidade de transgênero no Brasil. Esse processo inclui o uso do nome social, terapia hormonal, mastectomia, mamoplastia de aumento, cirurgia de redesignação de gênero, assistência psicológica, entre outros procedimentos. Envolve um complexo de serviços e cuidados assistenciais multidisciplinares oferecidos pelo Sistema Único de Saúde SUS direcionado a atenção à/aos transexuais e travestis que desejam realizar mudanças físicas corporais e da função de suas características sexuais.
O SUS garante atendimento integral de saúde a pessoas transgênero no Brasil, incluindo hormonoterapia, cirurgias de redesignação sexual, uso do nome social, atendimento psicológico e acolhimento por equipe multiprofissional. Esse processo foi conquistado por pressão de movimentos sociais nos anos que antecederam a implantação do projeto, instituído pela portaria n° 1.707 e n° 457 de agosto de 2008. Posteriormente foi ampliado pela portaria n° 2.803. de novembro de 2013.

## No SUS
O SUS conta com o total de dez serviços habilitados e em funcionamento local além de ambulatórios específicos para esse processo. Atualmente, a idade mínima para a realização de cirurgias é de 18 anos. Abrange um processo estético de alto nível de sofrimento psíquico por parte do paciente. Estima-se que pelo menos 42% das pessoas transgêneros já tenham tentado suicídio, se tornando cada vez mais uma questão de saúde pública no Brasil e no mundo.

## Consequências da falta de acesso
A população transgênero vive em situações extremamente vulnerabilizadas nas diferentes esferas sociais, incluindo as barreiras no acesso a saúde para essa população. A ampliação e o fortalecimento da rede de cuidados dessa população caminham no sentido de redução das iniquidades e reparação histórica, que são sistematicamente violentadas nos moldes sociais atuais.
Estima-se que a expectativa de vida da população trans e travesti no Brasil seja de 35 anos. Essa população tem maiores índices de depressão, ansiedade, suicídio, infecções sexualmente transmissíveis ISTs e vírus da imunodeficiência humana HIV, além de frequentemente se expor a riscos para realizar transformações corporais, por exemplo, a aplicação de silicone industrial por travestis e mulheres transexuais.
Quando não é fornecido uma transição de gênero de fácil acesso, os procedimentos são realizados de forma ilegal e perigosa, colocando a vida em risco.

## Despatologização
A patologização diz respeito ao ato de patologizar, que é transformar em doença ou anomalia, ou seja, o efeito de considerar patológico/doentio, ainda que não seja. A despatologização é o processo contínuo e permanente de escuta, de desclassificação e desconstrução.
A Resolução n° 1, de dezembro de 2018, do Conselho Federal de Psicologia, surge como um marco pioneiro para a luta e defesa da despatologização dos gêneros e sexualidades, pois convoca a categoria no âmbito de seu campo de atuação e demais assistências, orientando profissionais da área para uma atuação mais ética. A Organização Mundial da Saúde movimentou a categoria diagnóstica da transexualidade como um transtorno mental, definindo-a como ‘condição relativa à saúde sexual’, o que ainda revela a manutenção da psicopatologização das experiências trans, mesmo que tenha sido uma grande conquista em termos de movimento.